# Халапа (футбольный клуб, Гватемала)
Депортиво Халапа — бывший футбольный клуб из города Халапа, Гватемала. Домашняя арена клуба «Эстадио Лас Флорес».

## История
Клуб был основан 10 июля 1978 года.
Под руководством тренера Бенджамина Монтероссо, клуб занимает первое место в Примера Дивизионе и возвращается в Национальную Лигу, после одиннадцати лет отсутствия. И хотя в следующем году Депортиво возвращается в Примеру, год нельзя назвать провальным. Клуб впервые выигрывает Кубок Гватемалы, позже ещё дважды Депортиво станет обладателем этого трофея, в 2005 и 2006 годах. И один раз, в 2004 году, будет финалистом.
В 2007 году Депортиво впервые становится чемпионом Гватемалы, выиграв Апертуру. Двумя годами позже клуб повторяет свой успех, в этот раз выиграв Клаусуру.
После второго чемпионства у Депортиво начались финансовые проблемы. Большинство игроков покинуло клуб, а ему самому пришлось играть в Примера Дивизионе. В следующем сезоне ситуация только ухудшилась и клуб опустился в Сегунда Дивизион.
6 июля 2011 года клуб перестал существовать.

## Достижения
- Чемпионат Гватемалы по футболу
  - Чемпион: Апертура 2007, Клаусура 2009[4]
- Примера Дивизион
  - 2001, 2003
- Кубок Гватемалы
  - Обладатель: 2002, 2005, 2006[5]
  - Финалист : 2004